# 平木哲朗
平木 哲朗（ひらき てつろう、1957年〈昭和32年〉3月30日 - ）は、日本の政治家。和歌山県橋本市長（3期）。元和歌山県議会議員（2期）。元橋本市議会議員（3期）。

## 来歴
和歌山県橋本市出身。 1979年（昭和54年）3月、近畿大学卒業。同年4月、株式会社ニチイに就職。
1999年（平成11年）5月1日、橋本市議会議員に就任。2003年（平成15年）、再選。2006年（平成18年）3月1日、橋本市が高野口町と合併したことにより、改めて新制の橋本市議会議員に就任。
2007年（平成19年）4月、和歌山県議会議員選挙に初当選。2011年（平成23年）、再選。県議時代は自由民主党に所属した。
2014年（平成26年）1月29日に県議を辞職し、3月16日に行われた橋本市長選挙に出馬。同じく橋本市選出で自民党県議団の同僚だった岩田弘彦を破り初当選した。4月2日、市長就任。
※当日有権者数：54,231人 最終投票率：58.93%（前回比：4.1pts）
| 候補者名 | 年齢 | 所属党派 | 新旧別 | 得票数   | 得票率 | 推薦・支持 |
| -------- | ---- | -------- | ------ | -------- | ------ | ---------- |
| 平木哲朗 | 59   | 無所属   | 新     | 16,683票 | 53.50% |            |
| 岩田弘彦 | 57   | 無所属   | 新     | 14,500票 | 46.50% |            |

2018年（平成30年）、無投票により再選。2022年（令和4年）3月20日投開票の市長選挙で3選。
2024年5月31日に橋本市議会議員数人に対して、証拠のないひどい質問をした場合、法的措置を取る覚悟があると発言した。この発言に対する読売新聞の取材に対して彼は発言を認めた上で釈明した。この件について地方議会に詳しい土山希美枝法政大学教授は議会による行政運営チェックを理解していないかの発言で表現も威圧的であると述べている。